# Laguna Yaxhá
La laguna Yaxhá en Guatemala es una laguna ubicada en el departamento de El Petén.
El yacimiento arqueológico maya precolombino de Yaxhá se encuentra en la ribera de la laguna y la ciudad, también maya, llamada Topoxté, ocupó un grupo de tres islas, Canté, Paxté y Topoxté, en el lado poniente de la laguna. Sus ruinas pueden ser visitadas en la actualidad.